# Dehnviskosität
Die Dehnviskosität {\displaystyle \eta _{\mathrm {e} }} (englisch elongational viscosity) mit der Einheit Pascalsekunde (Pa·s) ist ein Maß für den Widerstand eines Stoffes gegen das Fließen in einer Dehnströmung.
Für Fluide mit newtonschem Fließverhalten lässt sich die Dehnviskosität aus ihrem konstanten Verhältnis zur klassisch bestimmten Scherviskosität (Trouton-Verhältnis) berechnen. Für nicht-newtonsche Fluide ist dieses Verhältnis nicht konstant, und die Dehnviskosität muss als unabhängiger Parameter unter Zuhilfenahme eines Dehnrheometers experimentell bestimmt werden.
Dehnströmungen treten in praktisch allen technischen Prozessen zusätzlich zu den Scherströmungen auf. Sie sind insbesondere bei vielen Verarbeitungsprozessen in der Kunststoffindustrie, z. B. beim Faserspinnen, Folienblasen, Tiefziehen, Schäumen oder Hohlkörperblasen, die dominante Strömungsform. Weiterhin finden sich Dehnströmungen bei der Verkleinerung oder Vergrößerung von Querschnitten, auch Kapillareinlauf- bzw. -auslaufströmungen genannt (entspricht dem Venturi-Effekt).

## Allgemeine Definition
Aus kinematischer Sicht lassen sich zwei Dehnviskositäten definieren, die im Allgemeinen unabhängig voneinander sind: 
{\displaystyle \eta _{\mathrm {e} ,1}={\frac {\sigma _{11}-\sigma _{33}}{\dot {\varepsilon }}}} wird planar genannt und beschreibt den notwendigen Druck, um das Fluid in 1-Richtung zu dehnen
und
{\displaystyle \eta _{\mathrm {e} ,2}={\frac {\sigma _{22}-\sigma _{33}}{\dot {\varepsilon }}}} beschreibt den notwendigen Druck, um Verformung senkrecht zur 1-Richtung zu verhindern.
mit
- {\displaystyle \sigma _{ii}} die Normalspannung in der Koordinatenrichtung {\displaystyle i}
- {\displaystyle {\dot {\varepsilon }}} die Dehngeschwindigkeit nach Hencky, also die zeitliche Ableitung der Henky-Dehnung.

Die Koordinaten werden so gewählt, dass die größte Dehngeschwindigkeit {\displaystyle {\dot {\varepsilon }}=D_{11}\geq D_{22}\geq D_{33}} ist.
Im Allgemeinen ist die Dehnviskosität abhängig von der Art der Dehnung. Für inkompressible Fluide lassen sich die Verhältnisse der Hauptdehngeschwindigkeiten durch einen Parameter {\displaystyle -0{,}5\leq m\leq 1} in Beziehung setzen
{\displaystyle D={\dot {\varepsilon }}\;\left({\begin{matrix}1&0&0\\0&m&0\\0&0&-(1+m)\end{matrix}}\right)}, d. h. {\displaystyle D_{11}={\dot {\varepsilon }}\qquad D_{22}=m\cdot {\dot {\varepsilon }}\qquad D_{33}=-(1+m)\cdot {\dot {\varepsilon }}=-(D_{11}+D_{22})}
und die Dehnung durch den Wert des Parameters charakterisieren.
Spezielle Dehnungsformen heißen
- uniaxial {\displaystyle \quad (m=-0{,}5)}
- equibiaxial {\displaystyle \quad (m=1)}
- planar {\displaystyle \quad (m=0)}

## Uniaxiale Dehnviskosität
Die uniaxiale (einachsige) Dehnung ist die wichtigste Dehnströmungsform der Rheologie. Hierbei sind zwei Normalspannungen identisch, so dass nur eine der beiden Dehnviskositäten einen von Null verschiedenen Wert besitzt:
{\displaystyle \sigma _{22}=\sigma _{33}\Rightarrow \eta _{\mathrm {e,2} }=0}
Zweckmäßigerweise wird die uniaxiale Dehnviskosität oftmals nur als {\displaystyle \eta _{\mathrm {e} }} abgekürzt: {\displaystyle \eta _{\mathrm {e,1} }=\eta _{\mathrm {e} }}, weiterhin findet sich aber auch der griechische Buchstabe {\displaystyle \mu } als Formelzeichen.
Für newtonsche Fluide ist die uniaxiale Dehnviskosität das Dreifache der Scherviskosität {\displaystyle \eta _{\mathrm {s} }}, somit ergibt sich ein Trouton-Verhältnis von:
{\displaystyle {\mathit {Tr}}={\frac {\eta _{\mathrm {e} }}{\eta _{\mathrm {s} }}}=3}
Begründet liegt dies in dem Zusammenhang zwischen Scher- und Dehnmodul für eine Querkontraktionszahl {\displaystyle \nu =-{\frac {D_{22}}{D_{11}}}=-{\frac {m\cdot {\dot {\varepsilon }}}{\dot {\varepsilon }}}=-m=0{,}5}, d. h. einer inkompressiblen Flüssigkeit.
Bei nicht-newtonschen Fluiden können Abweichungen von {\displaystyle {\mathit {Tr}}=3} auftreten:
- bei Materialien mit Füllstoffen wird häufig eine geringeres Trouton-Verhältnis gefunden, was man als Dehnentfestigung (im englischen strain softening bezeichnet):

{\displaystyle {\mathit {Tr}}<3}
Dieser Effekt ist technisch eher unerwünscht, da er das Verarbeitungsverhalten von Kunststoffen negativ beeinflusst.
- Materialien mit bestimmten molekularen Eigenschaften, v. a. mit Langkettenverzweigungen, weisen hingegen eine höhere Dehnviskosität auf als aus dem Trouton-Verhältnis zu erwarten wäre. Dies wird als Dehnverfestigung (engl. strain hardening) bezeichnet:

{\displaystyle {\mathit {Tr}}>3}
Die Dehnverfestigung wirkt sich positiv auf die Kunststoffverarbeitung aus, weil sie zu einer Selbstheilung von Inhomogenitäten und damit zu einer verbesserten Prozessstabilität führen kann.

## Equibiaxiale Dehnviskosität
Bei der equibiaxialen Dehnung (gleichmäßig in zwei Achsen) sind beide Dehnviskositäten und damit beide Spannungen identisch:
{\displaystyle \eta _{\mathrm {e} ,1}=\eta _{\mathrm {e} ,2}=\eta _{\mathrm {e} }\Rightarrow \sigma _{11}=\sigma _{22}}
Die equibiaxiale Dehnviskosität newtoscher Fluide ist das Sechsfache der Scherviskosität und somit ist das Trouton-Verhältnis:
{\displaystyle {\mathit {Tr}}={\frac {\eta _{\mathrm {e} }}{\eta _{\mathrm {s} }}}=6}.

## Planare Dehnviskosität
Nur bei einer planaren Dehnströmung (eben, da {\displaystyle D_{22}=0}) ergibt sich für die beiden Dehnviskositäten zwei unterschiedliche, von Null verschiedene Werte. Für eine newtonsche Flüssigkeit gilt:
{\displaystyle \eta _{\mathrm {e} ,1}=2\cdot \eta _{\mathrm {e} ,2}}
{\displaystyle {\mathit {Tr_{1}}}={\frac {\eta _{\mathrm {e} ,1}}{\eta _{\mathrm {s} }}}=4}
{\displaystyle {\mathit {Tr_{2}}}={\frac {\eta _{\mathrm {e} ,2}}{\eta _{\mathrm {s} }}}=2}.